# Rock en Bretagne
 (septembre 2012).
Si vous disposez d'ouvrages ou d'articles de référence ou si vous connaissez des sites web de qualité traitant du thème abordé ici, merci de compléter l'article en donnant les références utiles à sa vérifiabilité et en les liant à la section « Notes et références ».
Le rock en Bretagne est très varié. Il peut se composer de groupes de rock, rock 'n' roll, punk, rock celtique ou metal. Cependant, la scène musicale bretonne se démarque par un grand éclectisme de styles et de nombreux groupes de rock aux influences diverses (punk, folk, pop, électro, trip hop...) occupent de belles places sur les scènes locales, régionales et nationales.

## Historique
Avant la vague celtique des années 1970, la Bretagne n'était pas connu musicalement. Émettrice de la première vague celtique en France dans les années 1970 avec des artistes de Quimper, des artistes bretons comme Jean-Michel Caradec ont pu s'imposer. À partir de 1979 s'est développée la scène rock rennaise (avec des groupes comme Marquis de Sade, Niagara ou Étienne Daho) qui a eu une forte influence sur la suite du rock en France. En 1992, avec la fête maritime "Brest 1992" et la création du festival des Vieilles charrues à Carhaix-Plouguer, des artistes finistèriens comme Yann Tiersen et Miossec ou nantais comme Dominique A, se sont révélés et s'imposent en France. En 1994, le guitariste quimpérois Dan Ar Braz et Gilles Servat avec l'Héritage des Celtes lancent la seconde vague celtique sur la France, déjà engagée par des groupes comme Red Cardell et EV les années précédentes. En 1998, profitant de la vague celtique, Merzhin de Landerneau et Matmatah de Brest sont révélés dans toute la France grâce au mélange de rock et de musique celtique. L'album La Ouache de Matmatah s'est vendu à plus d'un million d'exemplaires durant l'été 1998, concurrençant avec les rockeurs parisiens et Noir Désir. Durant les années 2000, le rock brestois est toujours présent, mais la touche celtique est absente. En 2008, la séparation de Matmatah bouleverse les Brestois. Depuis 2010, la troisième vague celtique est lancée par la brestoise Nolwenn Leroy suivie de Dan Ar Braz (Celebation), alors que Yann Tiersen part en tournée mondiale avec son album Dust Lane.

## Liste des groupes par genres

### Les artistes rennais
| - Étienne Daho : new wave, synthpop - Alan Corbel : pop rock celtique - Montgomery : pop rock - The Wankin' Noodles : garage rock - Tagada Jones : punkcore - Candie Prune : rock, power pop - Sloy: rock indé - Niagara : new wave, pop rock - Octobre : new wave, pop | - Complot Bronswick : rock - Les Nus : rock - Marc Seberg : rock - Marquis de Sade : new wave, cold wave - Billy Ze Kick et les Gamins en Folie : rock, reggae - Percubaba : dub, reggae, rock - Dominic Sonic : rock - Bikini Machine : rock | - Shane Cough : punk rock - Arnold Turboust : pop, new wave - Monsieur Roux : chanson française - Juveniles : electropop - The Popopopops : pop rock - Laetitia Shériff : rock - Ubik (Philippe Maujard et Xavier Géronimi) : rock, new wave - DJ Zebra : rock celtique, dj mix |  |

### Les artistes brestois
| - Al Kapott - Punk - Jean-Michel Caradec - Chanson - Dom DufF - Folk acoustique/rock - Les Collabos - Punk | - Robin Foster - Post-rock - Arnaud Le Gouëfflec - Musique expérimentale - Matmatah (1996-2008) - Rock | - Miossec (1992-?) - Rock - Tristan Nihouarn (Ex-Matmatah) - Yann Tiersen - Electro, musique contemporaine - Ouessant et Brest |

### Les artistes deQuimper-Cornouaille
Le rock quimpérois est essentiellement basé sur le rock celtique. Les vagues celtiques de 1970 et 1990 en France et en Europe de l'Ouest viennent en partie de Quimper
- Dan Ar Braz (1975-?) - Rock celtique
- Red Cardell (1992-?) - Rock celtique
- Les frères Guichen - Rock celtique
- Nolwenn Korbell - Chanson bretonne, folk rock

### Les artistes d'ailleurs
- Armens (1998) - Rock - Lorient

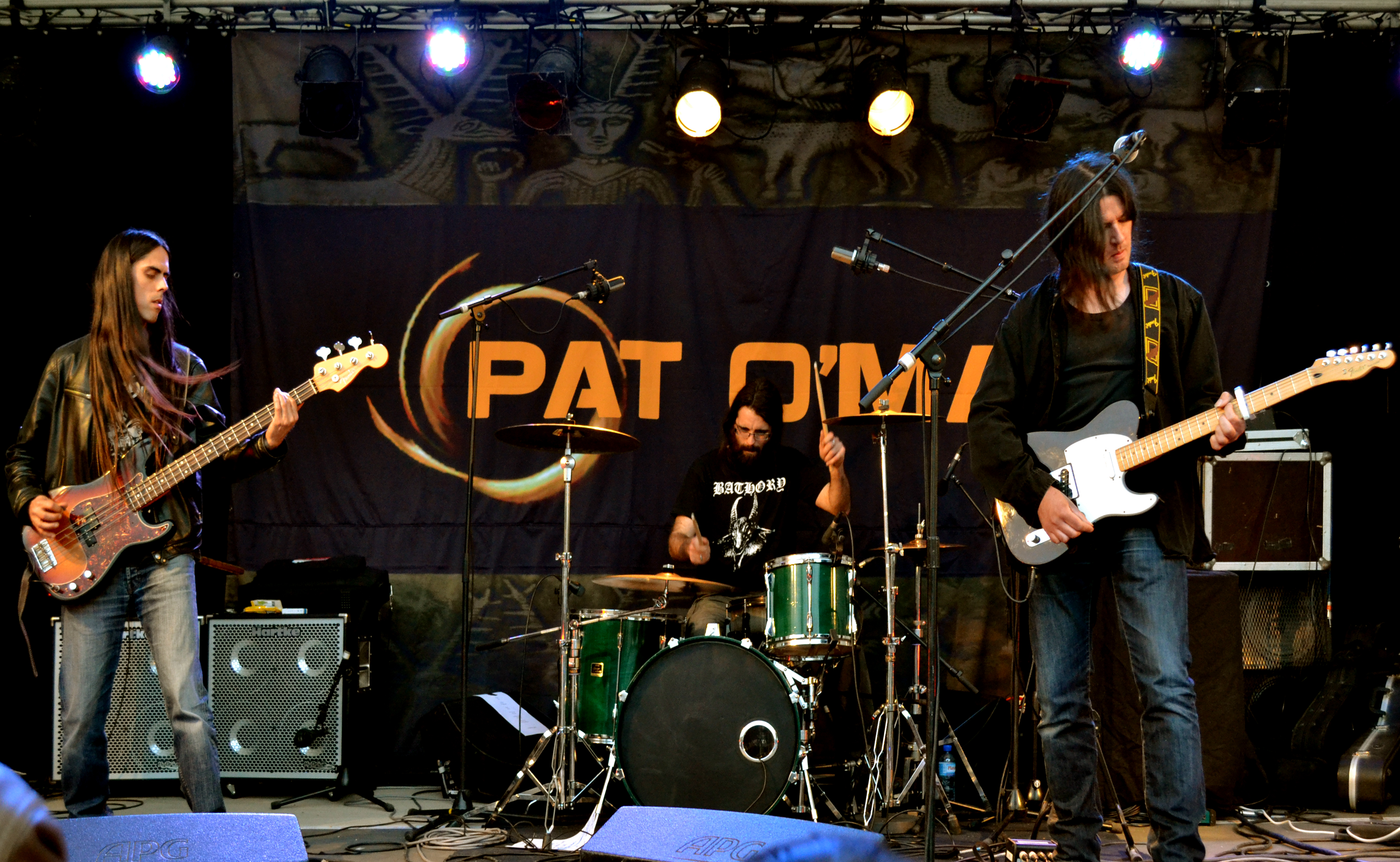
Brieg Guerveno en première partie de Pat O'May

- The Craftmen Club - Rock - Guingamp
- Dom DufF - folk rock - Pays pagan
- Renan Luce (2005-?) - Chanson, folk rock - Morlaix
- Yelle - Electro / Pop - St-Brieuc

Les artistes revendiquant l'héritage celtique sont :
- Alan Stivell (1970-?) - Chanson bretonne Rock celtique - Morbihan-Ille-et-Vilaine
- Nolwenn Leroy (2002-?) - Chanson bretonne, pop - Saint-Renan
- Soldat Louis (1988-?) - Rock celtique, chanson bretonne - Lorient
- Tri Yann (1971-?) - Rock celtique - Nantes
- Gilles Servat (1971-?) - Chanson bretonne - Morbihan
- Stone Age - Rock
- EV - Rock celtique - Nantes / Finlande
- Gérard Jaffrès - Rock celtique - Saint-Pol-de-Léon
- Merzhin (1996-?) - Rock - Landerneau
- Pat O'May (1993-...) - Metal celtique - Peumerit-Quintin
- Les Ramoneurs de menhirs - Punk celtique - Finistère

## Infrastructures

### Rennes

#### Salles, bars et cafés-concerts
- Le Liberté et l'Etage
- La salle de la Cité
- L'Ubu
- L'Antipode MJC
- Le Diapason
- Le 1988 Live Club
- Ty Anna Tavarn
- Oan's Pub
- Le Jardin moderne
- Le Mondo Bizarro
- Le foyer de l'INSA
- Le 1929, les Tontons flingueurs, la Fun house (années 90, fermés)

### Brest

#### Salles de concert
- La Carène
- Le Quartz
- Le Cabaret Vauban (en face du Quartz)
- L'Espace Léo-Ferré

#### Les cafés-concerts
- L'Arizona
- Le Cube à Ressort

#### Les cafés-concerts disparus
- L'Ayer's Rock Café (aujourd'hui le Cube à Ressort)
- Le Soul Food café
- Le Black Label Café
- La Tête Raide (aujourd'hui le Red Dragon Café)

### Ailleurs

#### Salles de concert
- Le Family à Landerneau
- La Ferme de Gwernandour à Brasparts
- Le Run ar Puñs à Châteaulin
- L'Avel Vor à Plougastel-Daoulas
- Le Club Coatelan à Morlaix
- L'Espace Glenmor à Carhaix
- Le Manège à Lorient
- L'Echonova à Saint-Avé

#### Cafés-concerts
- Le Dolen à Plouguerneau
- Les Hespérides à Plouneour-Trez
- Le Galion à Lorient

### Radios rock
- Fréquence Mutine (depuis 1982). Radio libre historique basée dans le quartier de Kerangoff à Brest
- Radio Océan : radio libre FM basée à Rosporden (29)
- Radio U (depuis 2001). Radio libre étudiante basée dans le quartier de Kergoat à Brest
- Canal B à Rennes
- Radio Campus Rennes
- Radio Evasion (100.4 FM) au Faou

## Festivals et lieux d'expressions populaires
- Rencontres Trans Musicales à Rennes
- Rock'n Solex à Rennes
- Festival Agrock à Rennes
- La Route du Rock à Saint-Malo et Rennes
- Electroni(k) à Rennes
- Festival du Roi Arthur à Bréal-sous-Montfort (Rennes)
- Festival Astropolis - Astropolis (port de Brest) - Début août et hiver
- Jeudis du Port - scène gratuite, haut lieu de l'animation musicale estivale sur le port de Brest
- Festival des Vieilles Charrues à Carhaix en juillet.
- Festival du Bout du Monde à Crozon en août.
- Fête du bruit à Landerneau en août.
- Bobital l'Armor à Sons Festival à Bobital (Dinan)
- Festival interceltique à Lorient
- Motocultor Festival à Saint-Nolff
- Au Pont du Rock à Malestroit

### Discographie

#### Compilations de rock en breton
- Breizh and roll, vol.1 1996, Move On Productions
- Rock e Breizh : 30 ans de rock en breton, 2009, Mass Prod - Coop Breizh